# Hadoblothrus gigas
Hadoblothrus gigas är en spindeldjursart som först beskrevs av Lodovico di Caporiacco 1951.  Hadoblothrus gigas ingår i släktet Hadoblothrus och familjen spinnklokrypare. Inga underarter finns listade i Catalogue of Life.